# Liliana Segre
Liliana Segre (ur. 10 września 1930 w Mediolanie) – włoska działaczka społeczna i przedsiębiorca żydowskiego pochodzenia, ocalała z Holokaustu, senator dożywotni.

## Życiorys
Urodziła się w zlaicyzowanej rodzinie żydowskiej, jej ojciec był oficerem w stanie spoczynku. Jej matka zmarła, gdy Liliana Segre miała kilka lat. Od 1938, na skutek uchwalenia włoskich ustaw rasistowskich, nie mogła kontynuować nauki. W 1943 wraz z ojcem i dwójką krewnych podjęła próbę ucieczki do Szwajcarii, gdzie zostali zatrzymani, zawróceni do Włoch, a następnie osadzeni w więzieniu. W styczniu 1944 została deportowana do obozu koncentracyjnego Auschwitz-Birkenau, w którym jej ojciec został zamordowany. Liliana Segre przeszła selekcję, została wybrana do pracy w fabryce amunicji należącej do Siemensa. W styczniu 1945 uczestniczka marszu śmierci, osadzona w KL Ravensbrück, następnie w podobozie w Malchowie, gdzie w kwietniu 1945 doczekała wyzwolenia (spośród 776 włoskich dzieci poniżej 14 roku życia wywiezionych do Auschwitz-Birkenau przeżyło 25 osób).
Powróciła do Włoch, zamieszkała w Mediolanie. W 1951 zawarła związek małżeński, urodziła troje dzieci. Zajęła się prowadzeniem działalności gospodarczej. W 1990 zaangażowała się w działalność społeczną, biorąc od tego czasu regularnie udział w spotkaniach z młodzieżą oraz studentami i opowiadając swoją historię.
Odznaczona Orderem Zasługi Republiki Włoskiej III klasy (2004). Wyróżniona tytułami doktora honoris causa przez uniwersytety w Trieście (2008) i Weronie (2010). 19 stycznia 2018 prezydent Sergio Mattarella w uznaniu zasług społecznych nadał jej godność dożywotniego senatora.